# Stora Piggagylet
Stora Piggagylet är en sjö i Älmhults kommun i Småland och ingår i Skräbeåns huvudavrinningsområde.